# Strimmig skunk
Strimmig skunk (Mephitis mephitis) är ett rovdjur i familjen skunkar som förekommer i större delen av Nordamerika.

## Utseende
Djurets päls är svart och har två vita strimmor på varje sida. Dessa strimmor förenar sig på djurets nacke till ett större vitt område. Dessutom finns en smal vit linje i ansiktet från näsborrarna till hjässan. Det trekantiga huvudet kännetecknas ytterligare av korta öron och svarta ögon. Strimmig skunk har en yvig svans. I överkäken förekommer på varje sida tre framtänder, en hörntand, tre premolarer och en molar. Djuret har ytterligare en molar på varje sida i underkäken.
I storlek kan den jämföras med en huskatt. Honor är allmänt lite mindre än hannar. Vikten ligger mellan 1,2 och 6,3 kilogram. Efter vintern har några exemplar minskat sin vikt med upp till 50 procent.
Individerna i östra USA är med en total längd av 44,7 till 63,5 cm litet mindre än exemplar i andra regioner. Hannar blir 54 till 76 cm långa i andra regioner och honornas längd varierar i centrala USA mellan 54 och 65 cm. Därtill kommer svansen som är 15 till 29 cm lång men den ser ofta längre ut på grund av de långa håren. Även viktmässigt är honor litet mindre än hannar.

## Utbredning
Artens utbredningsområde sträcker sig från Kanada över hela USA (förutom Alaska, Hawaii och några öknar) till norra Mexiko. I bergstrakter når strimmig skunk vanligen 1 800 meter över havet och ibland når den en höjd av 4 200 meter. Den vistas helst i öppen skog men den kan anpassa sig till flera olika biotoper inklusive jordbruksmark och mänskliga samhällen.

## Ekologi
Liksom andra skunkar sprutar den en illaluktande vätska från sina analkörtlar om den känner sig hotad. När en människa får vätskan i ögonen kan den bli tillfälligt blind och dessutom orsakar sekretet kraftiga smärtor. Skunken kan spruta största delen av vätskan över sex meter och dimman kan nå ännu länge. Förmågan att spruta sekretet får ungar redan åtta dagar efter födelsen men de kan inte sikta mot ett särskilt mål. Ofta trampar individen med foten på marken innan den sprutar.
Strimmig skunk är aktiv under gryningen och natten. Under den kalla årstiden äter den främst gnagare, ägg, as och fågelungar. Under våren och sommaren utgörs födan främst av ryggradslösa djur som skalbaggar, daggmaskar, gräshoppor och kräftdjur. I sällsynta fall äter strimmig skunk grodor, kräldjur och fiskar. Växtdelar som frön, frukter och delar av potatisväxter ingår bara till 10 till 20 procent i födan.
Ibland vilar flera honor (eller ett par) under vintern på samma ställe men de flesta hannar lever ensamma utanför parningstiden. Strimmig skunk går inte i vinterdvala men den kan bli slö och stanna längre tider i boet. Individerna bygger därför upp ett fettskikt under hösten. Lyan övertas ofta från ett annat djur eller grävs ut av skunken själv. Strimmig skunk kan även vila i trädens håligheter, i större bergssprickor, i täta buskar eller under byggnader. På vintern ligger gömstället underjordiskt.
Parningen sker från februari till april och i maj eller juni efter 59 till 77 dagars dräktighet föder honan vanligen 4 till 7 ungar (allmänt 2 till 10). En hanne kan para sig med flera brunstiga honor och ibland vilar det befruktade ägget upp till 19 dagar innan dräktigheten börjar. Vid födelsen är ungarna blinda och de stannar hos honan fram till senare hälften av juli eller augusti. Ungarna öppnar sina ögon efter cirka 3 veckor och de diar sin mor 6 till 7 veckor. Könsmognaden infaller efter ungefär 10 månader.
De flesta exemplar dör under första året på grund av sjukdomar eller svält. De som överlever kan blir upp till 7 år gamla och individer i fångenskap kan nå en ålder av 10 år. Strimmig skunk drabbas även av parasiter. Den hotas av naturliga fiender som virginiauv, kungsörn och vithövdad havsörn samt av trafikolyckor. Några exemplar kan falla offer för rovdjur som puma, rödlo, prärievarg, gråräv, rödräv och nordamerikansk grävling.

## Strimmig skunk och människor
Djuret anses vanligen som nyttigt på grund av att det äter gnagare och insekter, men det jagar ibland tamhöns. Nordamerikas ursprungsbefolkning fångade ibland arten för köttets skull. Urinvånarna och nybyggarna brukade dessutom olika kroppsdelar i traditionell medicin. I trädgårdar är strimmig skunk inte välkommen när den vill gräva sitt gryt. De flesta personer håller avstånd från djuret på grund av den illaluktande vätskan.
Strimmig skunk jagas eller uppföds för pälsens skull. Pälsar utan vita ställen är särskilt eftertraktade.
I USA (inte alla delstater), Kanada, Storbritannien och Polen är det tillåtet att tämja strimmig skunk som sällskapsdjur.